# Менсфилд (Арканзас)
Менсфилд (енгл. Mansfield) град је у америчкој савезној држави Арканзас.

## Демографија
По попису из 2010. године број становника је 1.139, што је 42 (3,8%) становника више него 2000. године.
| Група             | 2000.         | 2010.         |
| Белци             | 1.026 (93,5%) | 1.040 (91,3%) |
| Афроамериканци    | 1 (0,1%)      | 1 (0,1%)      |
| Азијати           | 5 (0,5%)      | 7 (0,6%)      |
| Хиспаноамериканци | 37 (3,4%)     | 49 (4,3%)     |
| Укупно            | 1.097         | 1.139         |